# 阳驿镇
阳驿镇，是中华人民共和国河南省商丘市宁陵县下辖的一个乡镇级行政单位。
明代为崇义乡崇二野。1912年属西北区。1945年为阳驿乡。1949年属二区。1951年属三区。1955年设宁陵县阳驿乡。1958年设阳驿公社。1960年睢县、宁陵县合并称睢县，为睢县阳驿公社。1961年划属宁陵县。1983年12月改为阳驿乡。2024年撤销阳驿乡设立阳驿镇。

## 行政区划
阳驿镇下辖以下地区：
东村、西村、小王庄村、平洛东村、平洛西村、汤林王村、闫屯村、陈营村、雍庄村、米楼村、潘集村、刘庄村、郭屯村、訾堂村、后陈村、张三庄村、张瑞寒村、徐楼村、张白村、苗凸村、玉皇庙村、元楼村、郑路徐村、鲁楼村、袁庄村、皮堂村、胡大庄村、郭店村、郑楼村、黄庄村和朱平楼村。